# Gmina Peru (Iowa)

Położenie Gminy Peru w hrabstwie Dubuque

Gmina Peru (ang. Peru Township) – gmina w USA, w stanie Iowa, w hrabstwie Dubuque. Według danych z 2000 roku gmina miała 1619 mieszkańców, a jej powierzchnia wynosi 64,7 km².